# Château d'eau de Roihuvuori
Le château d'eau de Roihuvuori (finnois : Roihuvuoren vesitorni) est un château d'eau construit dans la section Roihuvuori à Helsinki en Finlande. Il a été créé en 2004.

## Présentation
En 1976–1977, un concours d'architecte est organisé et remporté par la proposition Vesirousku de Simo Lumme.
La hauteur de l'édifice est de 52 mètres et le diamètre de 66,7 mètres. 
Le réservoir a un volume total de 12 600 m3.

## Galerie

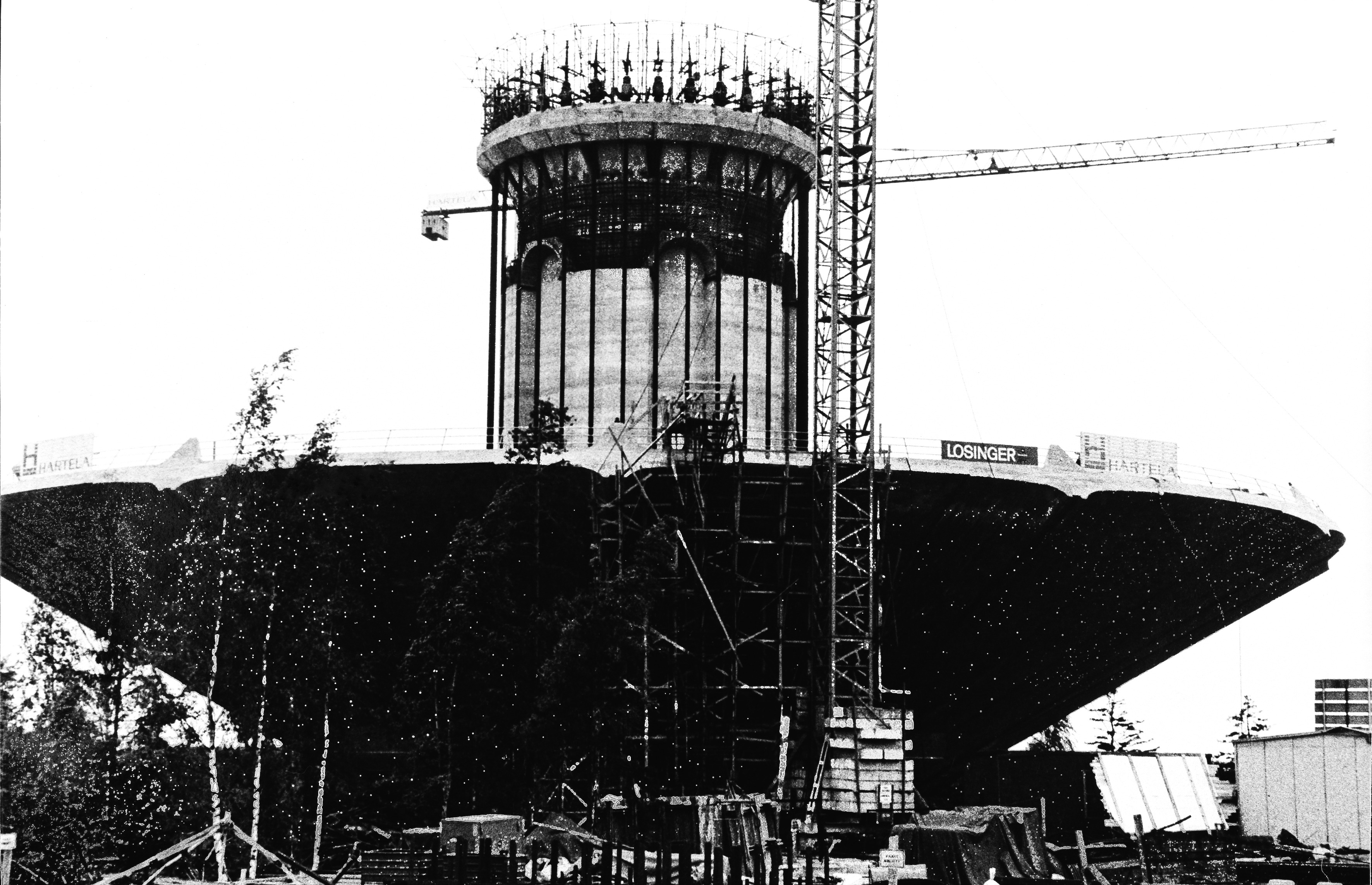
Construction du château d'eau.
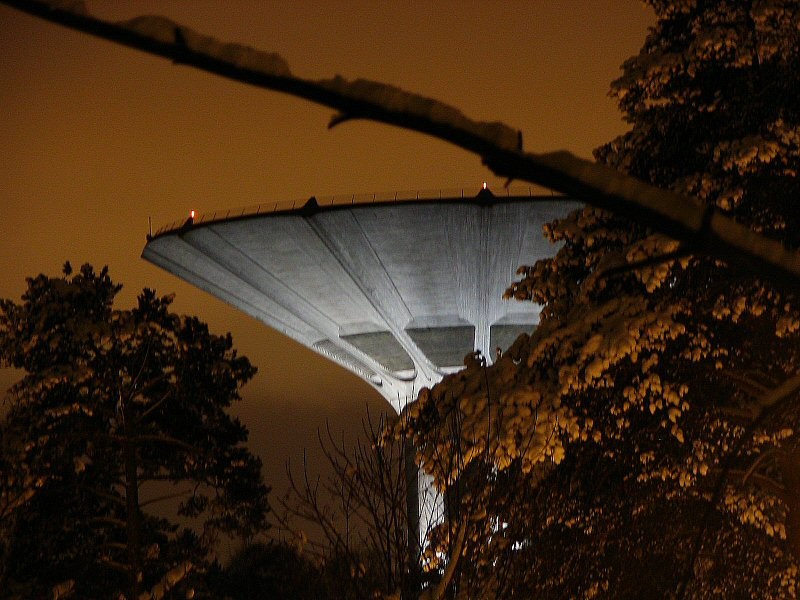
Automne 2004.
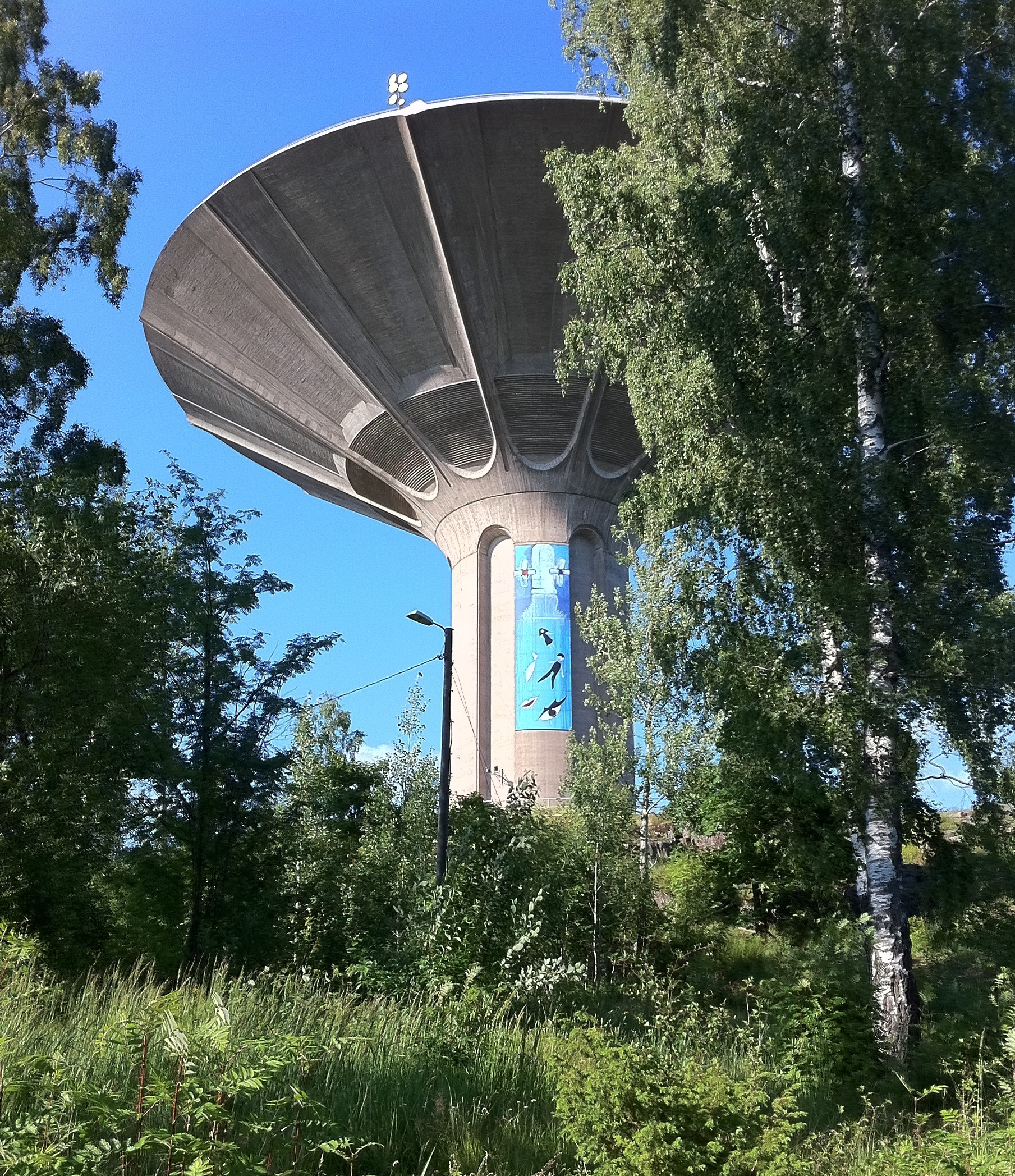
Œuvre peinte par Heikki Kuula sur le château d'eau.
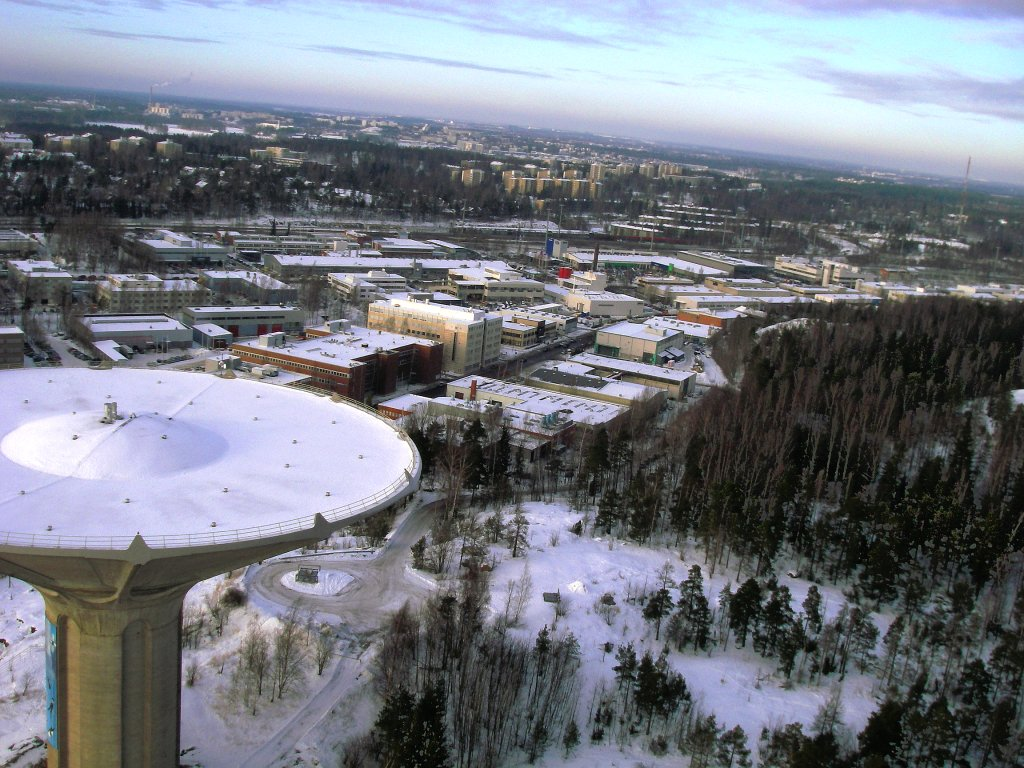
Le château en 2009.
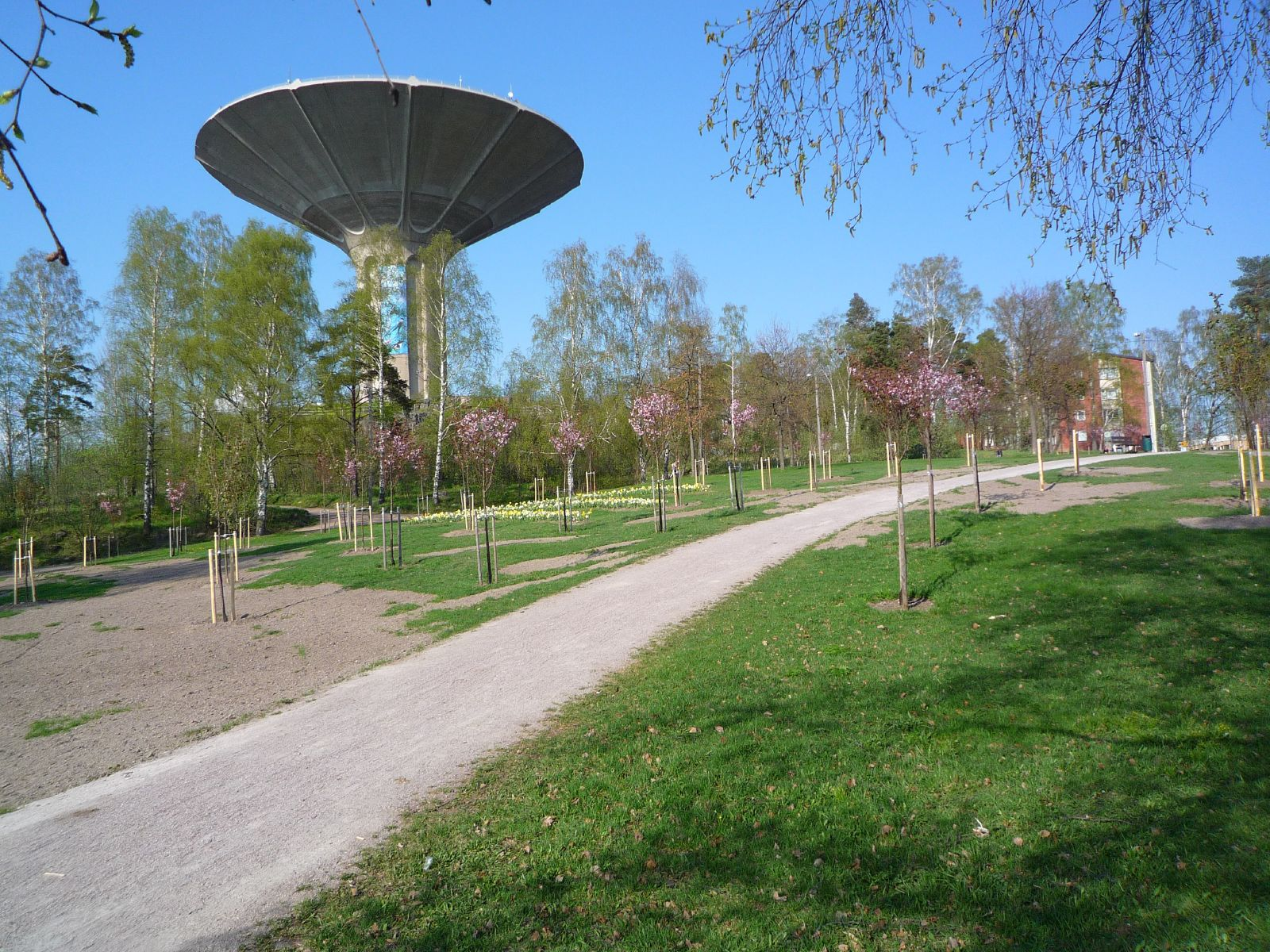
Le château d'eau vu du parc Kirsikkapuisto.